# 타와 AFC
타와 AFC(Tawa Association Football Club)는 뉴질랜드 웰링턴의 타와에 있는 축구단이다.
남자팀은 1994년 센트럴 리그 우승과 2009년 캐피털 프리미어에서 우승하며 최고의 영광을 누렸고.
여자팀은 2005년 웰링턴 프리미어 여자 리그에서 우승하며 해당 시즌에서 최고의 시즌을 보냈다.